# 河内汉娜

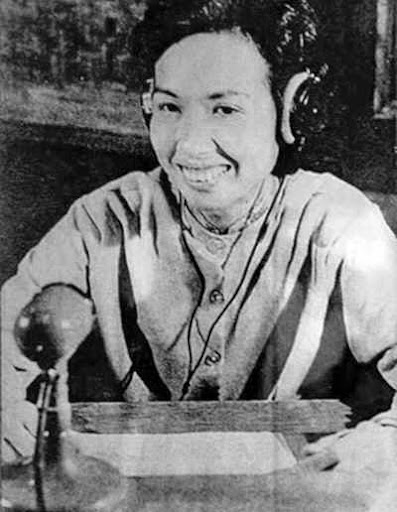
河内汉娜在广播电台工作

河内汉娜（英語：Hanoi Hannah，1931年—2016年9月30日），本名郑氏午（發音：[ṯɕïŋ˧ˀ˨ʔ tʰi˧ˀ˨ʔ ŋɔ˧ˀ˨ʔ]），是越南战争時北越的一位負責宣传广播的女播音员，河內漢娜是美军對她的称呼。她在越南战争中使用英语在河内广播电台向美军播音，这一广播是北越心理战的一部分。

## 生平

### 早期生涯
郑氏午于1931年出生在河内一个富有的工厂主家庭，她的家人为她提供了家庭英语教育。在国立河内大学学习英语毕业后，她在1955年加入越南之声，负责向亚洲英语听众进行广播。

### 在越南战争的广播
1965年美国海军陆战队在岘港登陸后，她开始参与面向美军的英语宣传广播，她在美军士兵中被称为“河内汉娜”（英語：Hanoi Hannah）。事实上，参与对美军播音的越南女播音员有若干名，但郑氏娥是较为年长且经常播音的一个。越南战争期间，她每天进行三次播音，广播内容通常是播送新近阵亡和被俘的美军士兵名单；对美军进行心理战宣传，旨在宣扬美军参与越战是非正义且不道德的；并播送美国反战歌曲，以激起美军士兵的怀旧与思乡情绪。越南方称呼她的化名为“秋香”（越南语：Thu Huong），美军士兵有时也称她“龙女士”（英語：the Dragon Lady）。
美军士兵并未全部相信她所进行的政治宣传，然而他们仍对“河内汉娜”精准地提到美军部队的位置感到惊奇，亦有传言她能提供越军计划进攻的线索。事实上，她主要的信息来源来自于美军自己的报纸《星条旗》。以下是她的一次广播摘录：
|                                 | How are you, GI Joe? It seems to me that most of you are poorly informed about the going of the war, to say nothing about a correct explanation of your presence over here. Nothing is more confused than to be ordered into a war to die or to be maimed for life without the faintest idea of what's going on. 你好吗，美国大兵？在我看来，你们大多数人几乎没有獲知战争的进展，更不用说解释你们出现在战场的正确原因了。没有什么比接受命令參戰、命喪其中或是终身残疾，又根本不知道狀況更令人疑惑的了。 |
| ——1967年6月16日“河内汉娜”的广播 | |

### 后续
越南战争结束后，她在1976年于胡志明市与一位越南人民军军官结婚，随后退休，2016年9月30日她在胡志明市逝世，享年85歲。

## 文化影响
- 游戏战地：越南中，曾出现河内汉娜的声音在战场进行心理战广播。
- 电影《早安越南》中，羅賓·威廉斯飾演的美軍電台DJ用绿野仙踪譬喻越戰時，將河內漢娜戲稱為“北方的坏女巫”（the wicked Witch of the North）、將南越陸軍比喻作「蠻支金國小矮人」（Munchkin）。
- 游戏《战争雷霆》的地图“越南”中，河内汉娜的广播作为彩蛋加入。